# Jugorski tjesnac
Tjesnac Jugorski ili Jugorski tjesnac (rus. Югорский Шар, ili Yugorsky Shar) je uski tjesnac između Karskog i Pečorskog mora. Njegova najveća širina je 10 km, a najmanja samo 3 km.
Ostrov Storozhevoy, otok 1.6 km duljine, leži u sredini tjesnaca.
Ovaj tjesnac odvaja otok Vajgač od poluotoka Jugorski na ruskom kopnu.
Ime je izvedeno iz Yugaria, starog naziva za regiju južno od Jugorskog tjesnaca.

## Povijest
Najranije zabilježeno putovanje kroz Yugorsky Shar, tradicionalno poznato kao arktička "Željezna vrata", u Karsko more, izveo je iz Nižnjeg Novgoroda rani ruski istraživač Uleb 1032. godine.
Ruski Pomori, obalni stanovnici obala Bijelog mora, istraživali su ovaj tjesnac od 11. stoljeća. Prva arktička brodska linija, Veliki put Mangazea, od Bijelog mora do rijeke Ob i Jenisejskog zaljeva počela je prometovati u drugoj polovici 16. stoljeća. Ova pruga otvorila je put do sibirskih bogatstava i radila je do 1619. godine, kada je zatvorena iz vojnih i političkih razloga, zbog straha od mogućeg prodora Europljana u Sibir.
Tjesnac Jugorski bio je važan vodeni put u ranim istraživanjima Sjevernog morskog puta i za promet sovjetskih pomorskih konvoja tijekom Drugog svjetskog rata .